# DeLorme
Delorme Publishing Co., Inc. ist ein amerikanisches Kartographie-Unternehmen aus Yarmouth (Maine). DeLorme bietet als einziger Anbieter topografische Atlanten für jeden Bundesstaat der Vereinigten Staaten an. 2000 hatte das Unternehmen einen Umsatz von 35 Mio. US-$. Seit 2016 gehört DeLorme zu Garmin.

## Geschichte
David DeLorme gab 1976 seinen ersten Atlas heraus. Er war frustriert von den erhältlichen Landkarten der ländlichen Gebiete von Maine, vor allem von der Moosehead Lake-Region und beschloss bessere Karten zu erstellen.
DeLorme verarbeitete daraufhin vorhandene Straßenkarten, Karten der Countys, Stadtpläne und Daten von Bundesbehörden um den Maine Atlas und entsprechende Karten (Gazetteer) zu produzieren. Dieser Atlas wurde in Großformat in einer Auflage von 10.000 Stück gedruckt. Er verkaufte den Atlas aus seinem Auto auf der Straße. Der Gazetteer, der Fahrradwege, Kanu- und Kajakrouten, Museen und touristische  und Historische Orte beinhaltete verkaufte sich ebenfalls sehr gut.
Im Unternehmenssitz befindet sich Eartha, der größte sich drehende Globus der Erde. Der 1998 erbaute Globus hat eine Größe von 12,52 Meter. Dies entspricht einem Maßstab von 1:1.000.000.

## Produkte
DeLorme bietet eine Reihe von Kartendaten und Software an, wie
- den Straßenatlas der USA (Street Atlas USA)[6]
- XMap GIS
- Topographische Gesamt-Karten der USA (Topo USA)

Neben den gedruckten Kartenwerken für jeden Bundesstaat (Gazetteer) im Maßstab 1:150000 bietet das Unternehmen entsprechende Kartenwerke auf CD und DVD.

### Hardware
Das Unternehmen vertreibt die Earthmate-GPS-Empfänger PN-20 und PN-40, BT-20, und LT-20.

### Duplex-Satellitenkommunikation
Das von DeLorme entwickelte inReach ist ein Satellitenkommunikationssystem, das als Satellitensender und Empfänger dient und an Smartphones angeschlossen werden kann. Für die Bestimmung der Positionsdaten können die Einheiten an das DeLorme Eigenprodukt PN-60w (GPS Handgerät) angeschlossen werden oder an Smartphones mit dem Android OS-Betriebssystem. Damit ist es möglich, die einzelne Funktionen des Smartphones (SMS, Twitter, Facebook) auch außerhalb der von den Handy-Netzen erschlossenen Gebieten zu nutzen. Im Gegensatz zu anderen auf dem Markt befindlichen Produkten erlaubt das inReach auch den Empfang entsprechender Mitteilungen. DeLorme kooperiert mit dem Satellitenkommunikationssystem Iridium.